# Gabriele dos Santos
Gabriele Sousa dos Santos (* 23. Februar 1995 in Rio de Janeiro) ist eine brasilianische Leichtathletin, die sich auf den Dreisprung spezialisiert hat. 2022 siegte sie in dieser Disziplin bei den Südamerikaspielen sowie 2023 bei den Südamerikameisterschaften.

## Sportliche Laufbahn
Erste internationale Erfahrungen sammelte Gabriele dos Santos im Jahr 2012, als sie bei den Jugendsüdamerikameisterschaften in Mendoza mit 5,79 m die Goldmedaille im Weitsprung gewann und mit 12,51 m die Silbermedaille im Dreisprung errang. Kurz zuvor belegte sie bei den U23-Südamerikameisterschaften in São Paulo mit 12,93 m den vierten Platz im Dreisprung. Im Jahr darauf belegte sie mit 13,13 m den fünften Platz bei den Südamerikameisterschaften in Cartagena und anschließend gewann sie bei den Panamerikanischen-Juniorenmeisterschaften in  Medellín mit 13,35 m die Silbermedaille, ehe sie bei den Juniorensüdamerikameisterschaften in Resistencia mit 13,37 m ebenfalls Silber gewann. 2014 schied sie bei den Juniorenweltmeisterschaften in Eugene mit 13,13 m in der Dreisprungqualifikation aus und 2019 gewann sie bei den Südamerikameisterschaften in Lima mit 13,30 m die Bronzemedaille hinter der Kolumbianerin Yosiris Urrutia und Liuba Zaldívar aus Ecuador. 2020 siegte sie mit 14,10 m beim Grande Prêmio Brasil Caixa und 2021 gewann sie bei den Südamerikameisterschaften in Guayaquil mit 13,45 m erneut die Bronzemedaille, diesmal hinter ihrer Landsfrau Keila Costa und Liuba Zaldívar aus Ecuador. 2022 siegte sie mit neuem Meisterschaftsrekord von 13,89 m bei den Hallensüdamerikameisterschaften in Cochabamba. Im Mai belegte sie bei den Ibero-Amerikanischen Meisterschaften in La Nucia mit 13,38 m den sechsten Platz und schied anschließend bei den Weltmeisterschaften in Eugene mit 13,62 m in der Qualifikationsrunde aus. Im Oktober siegte sie bei den Südamerikaspielen in Asunción mit einem Sprung auf 13,74 m.
2023 siegte sie mit 13,92 m bei den Südamerikameisterschaften in São Paulo und schied anschließend bei den Weltmeisterschaften in Budapest mit 13,66 m in der Qualifikationsrunde aus. Im November belegte sie bei den Panamerikanischen Spielen in Santiago de Chile mit 13,65 m den vierten Platz. Im Jahr darauf verteidigte sie bei den Hallensüdamerikameisterschaften in Cochabamba mit neuem Meisterschaftsrekord von 14,04 m ihren Titel und anschließend gelangte sie bei den Hallenweltmeisterschaften in Glasgow mit 13,45 m auf Rang 14. Im Mai siegte sie mit 13,68 m bei den Ibero-Amerikanischen Meisterschaften in Cuiabá, ehe sie im August bei den Olympischen Sommerspielen in Paris mit 13,63 m in der Vorrunde ausschied. 2025 gewann sie bei den Hallensüdamerikameisterschaften in Cochabamba mit 13,47 m die Silbermedaille hinter ihrer Landsfrau Regiclécia Cândido. Ende April siegte sie mit 13,96 m bei den Südamerikameisterschaften in Mar del Plata.
In den Jahren 2019 und 2020 sowie 2023 und 2024 wurde dos Santos brasilianische Meisterin im Dreisprung.

## Persönliche Bestleistungen
- Weitsprung: 6,39 m (+1,4 m/s), 10. Oktober 2014 in São Paulo
- Dreisprung: 14,22 m (+0,9 m/s), 23. August 2024 in São Paulo